# Ante Rebić
Ante Rebić (Spalato, 21 settembre 1993) è un calciatore croato, attaccante dell'Hajduk Spalato. Con la nazionale croata è diventato vicecampione del mondo nel 2018.

## Caratteristiche tecniche
Preferisce giocare come esterno offensivo sinistro, ma può essere impiegato anche come seconda punta e occasionalmente anche come prima punta.
Ambidestro, ha come doti migliori la forza, la velocità e l'aggressività. Dispone anche di una buona tecnica individuale e di un'eccellente capacità di leggere in anticipo le situazioni di gioco, qualità che gli consente di essere decisivo sia in fase di finalizzazione sia nel fornire assist ai compagni.

## Carriera

### Club

#### Gli inizi, RNK Spalato
Esordisce a livello professionistico nel 2011 con l'RNK Spalato, dopo aver giocato a livello giovanile nel Vinjani e nell'Imotski; nelle due stagioni successive colleziona 54 presenze condite di 16 reti, di cui 10 nella stagione 2012-2013.

#### Fiorentina e RB Lipsia
Il 28 agosto 2013 passa alla Fiorentina per 4,5 milioni di euro; esordisce in maglia viola il 30 settembre seguente nella gara di campionato Fiorentina-Parma (2-2), entrando al 36' al posto di Giuseppe Rossi; va per la prima volta a segno in maglia viola l'8 gennaio 2014 nella gara di Coppa Italia Fiorentina-Chievo (2-0), nel corso della quale però si infortuna, rimanendo indisponibile per quasi tre mesi; segna la sua prima rete in Serie A il 18 maggio 2014 in Fiorentina-Torino (2-2).
Il 3 agosto 2014 passa in prestito all'RB Lipsia, società in cui fa registrare solo 11 presenze in tutta la stagione tra indisponibilità e un rapporto teso con il tecnico Achim Beierlorzer; nella 2. Bundesliga l'attaccante croato, infatti, gioca fino al mese di gennaio solo 4 gare, anche a causa di un serio infortunio.

#### Ritorno a Firenze e Verona
Nella stagione 2015-2016 torna alla Fiorentina, sotto la guida del nuovo allenatore Paulo Sousa; segna la sua prima rete stagionale il 1º novembre, nella vittoria per 4-1 contro il Frosinone; trova spazio in Europa League, manifestazione in cui, però, già alla terza giornata contro il Lech Poznań incappa in un'espulsione e una squalifica per due turni.
Il 14 gennaio 2016 è ceduto in prestito al Verona, squadra in cui resta fino a fine stagione; dopo la retrocessione del club in Serie B, torna alla Fiorentina.

#### Eintracht Francoforte
Il 5 luglio 2016 è ceduto a titolo temporaneo all'Eintracht Francoforte; a fine stagione fa ritorno alla Fiorentina, ma il 31 agosto 2017 rientra, in prestito con obbligo di riscatto, all'Eintracht per 2 milioni di euro, con la società viola che si riserva il 50% sulla futura rivendita.
Nella stagione 2017-2018 realizza 9 gol e fornisce 3 assist. Il 19 maggio 2018 realizza una doppietta decisiva nella finale di Coppa di Germania vinta per 3-1 dall'Eintracht Francoforte contro il Bayern Monaco, successo che consente all'Eintracht di vincere il primo trofeo dopo 31 anni.
Alla fine dell'annata è acquistato a titolo definitivo dall'Eintracht per 2 milioni di euro. L'annata 2018-2019 lo vede andare in gol 10 volte, di cui 9 in campionato e una in Europa League nel successo per 4-1 ai sedicesimi contro lo Šachtar.
Rebić inizia la stagione 2019-2020 con una tripletta in dodici minuti di gioco, l'11 agosto 2019, nella partita del primo turno di Coppa di Germania vinta per 5-3 in casa del Waldhof Mannheim; colleziona anche una presenza in campionato.

#### Milan
Il 2 settembre 2019 si trasferisce al Milan con la formula del prestito biennale. Esordisce con il club milanese il 15 settembre, giocando il secondo tempo di Verona-Milan (0-1), partita valida per la terza giornata di Serie A. Dopo un girone d'andata ai margini della squadra, il 19 gennaio 2020, nella gara interna contro l'Udinese, subentra dalla panchina nella ripresa e realizza i primi gol in maglia rossonera, una doppietta decisiva per la vittoria per 3-2. Si ripete nella giornata successiva, sul campo del Brescia, mentre il 9 febbraio realizza il gol del provvisorio 0-1 nel derby poi perso 4-2 contro l'Inter, per poi dare la vittoria ai rossoneri nel turno successivo con un gol in casa contro il Torino e segnare nella giornata seguente in casa della Fiorentina. Alla ripresa del campionato, sospeso a marzo per via della pandemia di COVID-19 e ripartito a giugno, continua ad andare in rete con regolarità, anche il 7 luglio, quando realizza il goal del definitivo 4-2 nella classica vinta contro la Juventus.

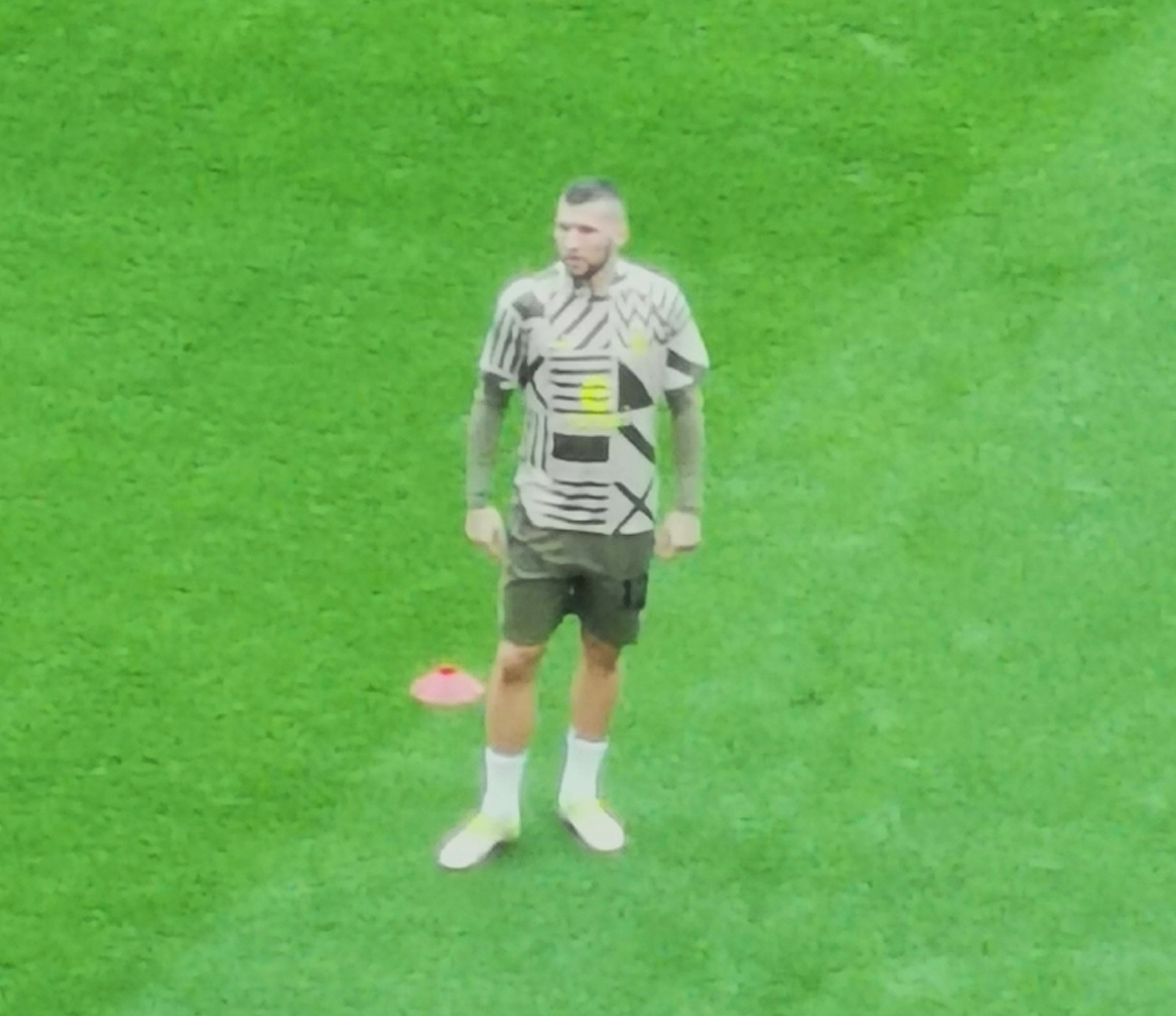
Rebić durante l'allenamento prima della partita tra Milan e Monza nella stagione 2022-2023

Il 12 settembre 2020 viene acquistato a titolo definitivo dal Milan. Come nell'annata precedente, anche nella stagione 2020-2021 si conferma molto prolifico, in special modo nel girone di ritorno, superando nuovamente i dieci gol (11 reti realizzate in 33 partite in tutte le competizioni) e fornendo un contributo importante per la qualificazione del Milan alla UEFA Champions League. Tra le reti realizzate in stagione spicca quella contro la Juventus all'Allianz Stadium (0-3). Il 12 maggio 2021 realizza la prima tripletta da milanista, nella gara vinta per 7-0 sul campo del Torino.
Nella stagione 2021-2022 il suo impiego nell'attacco del Milan viene ridotto, a causa di alcuni infortuni e dell'exploit di Rafael Leão. Il 15 settembre 2021, nella partita persa per 3-2 contro il Liverpool, realizza il suo primo gol in UEFA Champions League. Alla fine dell'annata totalizza 29 presenze in tutte le competizioni, con 3 reti realizzate, e vince con i compagni lo scudetto.
Nella stagione 2022-2023 va in rete all'esordio stagionale contro l'Udinese. Raggiunge quota cento presenze in rossonero in tutte le competizioni nella gara casalinga contro il Monza, vinta per 4-1, mentre il 13 maggio, nella trasferta contro lo Spezia, vittorioso per 2-0, raggiunge le cento presenze in campionato con i rossoneri.

#### Beşiktaş e Lecce
Il 31 luglio 2023 viene acquistato a titolo definitivo dal Beşiktaş. Dopo una sola stagione e 15 presenze in campionato (e un rendimento al di sotto delle attese), esattamente un anno dopo il suo arrivo, il 31 luglio 2024 risolve il proprio contratto con la società turca.
Il 26 agosto 2024 torna in Italia, venendo ingaggiato a parametro zero dal Lecce, in Serie A. Cinque giorni dopo esordisce con i pugliesi subentrando nel recupero a Nikola Krstović nel successo per 1-0 sul Cagliari . Il 1º dicembre 2024 sigla la sua prima rete con i salentini, fissando il risultato sul punteggio di 1-1 nelle battute conclusive della sfida casalinga contro la Juventus.

#### Hajduk Spalato
Il 1° agosto 2025 torna dopo 12 anni in Croazia, firmando a parametro zero per l'Hajduk Spalato.

### Nazionale

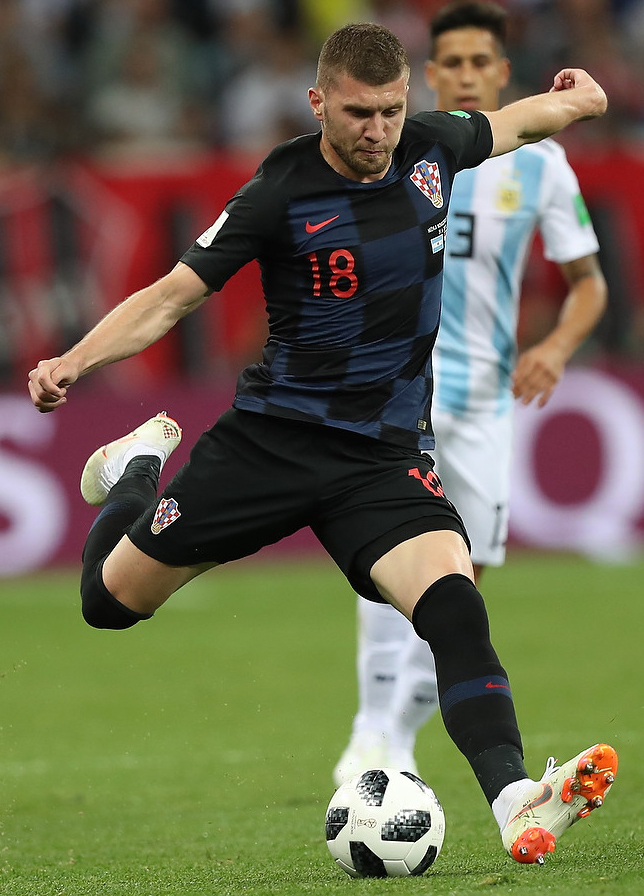
Rebić al tiro durante il, nella partita della fase a gironi contro l'Argentina.

Giovane talentuoso, compare in tutte le squadre giovanili della propria nazionale a partire dalla rappresentativa Under-18. Il 23 giugno 2013 segna al campionato del mondo Under-20 la rete che consente alla sua Croazia di battere per 1-0 l'Uruguay nella prima partita della fase a gironi della manifestazione; il 29 giugno va a segno anche nella terza partita della fase a gironi, vinta per 2-1 contro la Nuova Zelanda.
Il 14 agosto esordisce con la nazionale maggiore croata, con la quale va in gol all'esordio contro il Liechtenstein.
Successivamente gioca, subentrando in entrambe le gare, gli spareggi contro l'Islanda che qualificano la Croazia al campionato del mondo 2014, rassegna nella quale Rebic entra a gara in corso in tutte le tre partite del gruppo A, incappando anche in un cartellino rosso nell'ultima partita, che elimina i croati. Nel frattempo gioca anche con la Croazia Under-21, con cui disputa le ultime due partite del gruppo 5 e gli spareggi contro l'Inghilterra per le qualificazioni al campionato europeo di calcio Under-21 2015, realizzando due reti e fornendo due assist.
Nel giugno 2015 torna ad indossare la maglia della nazionale maggiore giocando l'amichevole contro Gibilterra e la gara di qualificazione al campionato d'Europa 2016 contro l'Italia.
Convocato per il campionato del mondo del 2018, realizza una marcatura, grazie ad un errore del portiere Caballero, alla seconda giornata dei gironi nella vittoria per 3-0 contro l'Argentina, tornando alla rete con la nazionale croata dopo quasi cinque anni. Disputa le successive gare contro Danimarca, Russia e Inghilterra, partendo da titolare nella finale persa contro la Francia per 4-2.
Convocato per il campionato d'Europa 2020, gioca tutte e quattro le partite (di cui tre da titolare) dei croati, eliminati agli ottavi di finale della competizione.

## Statistiche

### Presenze e reti nei club
Statistiche aggiornate al 1° agosto 2025.
| Stagione                     | Squadra                      | Campionato                   | Campionato | Campionato | Coppe nazionali | Coppe nazionali | Coppe nazionali | Coppe continentali | Coppe continentali | Coppe continentali | Altre coppe | Altre coppe | Altre coppe | Totale | Totale |
| Stagione                     | Squadra                      | Comp                         | Pres       | Reti       | Comp            | Pres            | Reti            | Comp               | Pres               | Reti               | Comp        | Pres        | Reti        | Pres   | Reti   |
| ---------------------------- | ---------------------------- | ---------------------------- | ---------- | ---------- | --------------- | --------------- | --------------- | ------------------ | ------------------ | ------------------ | ----------- | ----------- | ----------- | ------ | ------ |
| 2010-2011                    | RNK Spalato                  | 1. HNL                       | 1          | 1          | CC              | 0               | 0               | -                  | -                  | -                  | -           | -           | -           | 1      | 1      |
| 2011-2012                    | RNK Spalato                  | 1. HNL                       | 20         | 5          | CC              | 1               | 0               | UEL                | 3                  | 0                  | -           | -           | -           | 24     | 5      |
| 2012-2013                    | RNK Spalato                  | 1. HNL                       | 29         | 10         | CC              | 2               | 2               | -                  | -                  | -                  | -           | -           | -           | 31     | 12     |
| lug.-ago. 2013               | RNK Spalato                  | 1. HNL                       | 4          | 0          | CC              | 0               | 0               | -                  | -                  | -                  | -           | -           | -           | 4      | 0      |
| Totale RNK Spalato           | Totale RNK Spalato           | Totale RNK Spalato           | 54         | 16         |                 | 3               | 2               |                    | 3                  | 0                  |             | -           | -           | 60     | 18     |
| 2013-2014                    | Fiorentina                   | A                            | 4          | 1          | CI              | 1               | 1               | UEL                | 0                  | 0                  | -           | -           | -           | 5      | 2      |
| 2014-2015                    | Lipsia                       | ZL                           | 10         | 0          | CG              | 1               | 0               | -                  | -                  | -                  | -           | -           | -           | 11     | 0      |
| 2015-gen. 2016               | Fiorentina                   | A                            | 4          | 1          | CI              | 1               | 0               | UEL                | 2                  | 0                  | -           | -           | -           | 7      | 1      |
| Totale Fiorentina            | Totale Fiorentina            | Totale Fiorentina            | 8          | 2          |                 | 2               | 1               |                    | 2                  | 0                  |             | -           | -           | 12     | 3      |
| gen.-giu. 2016               | Verona                       | A                            | 10         | 0          | CI              | 0               | 0               | -                  | -                  | -                  | -           | -           | -           | 10     | 0      |
| 2016-2017                    | Eintracht Francoforte        | BL                           | 24         | 2          | CG              | 4               | 1               | -                  | -                  | -                  | -           | -           | -           | 28     | 3      |
| 2017-2018                    | Eintracht Francoforte        | BL                           | 25         | 6          | CG              | 3               | 3               | -                  | -                  | -                  | -           | -           | -           | 28     | 9      |
| 2018-2019                    | Eintracht Francoforte        | BL                           | 28         | 9          | CG              | 0               | 0               | UEL                | 9                  | 1                  | SG          | 1           | 0           | 38     | 10     |
| lug.-ago. 2019               | Eintracht Francoforte        | BL                           | 1          | 0          | CG              | 1               | 3               | UEL                | 4                  | 0                  | -           | -           | -           | 6      | 3      |
| Totale Eintracht Francoforte | Totale Eintracht Francoforte | Totale Eintracht Francoforte | 78         | 17         |                 | 8               | 7               |                    | 13                 | 1                  |             | 1           | 0           | 100    | 25     |
| 2019-2020                    | Milan                        | A                            | 26         | 11         | CI              | 4               | 1               | -                  | -                  | -                  | -           | -           | -           | 30     | 12     |
| 2020-2021                    | Milan                        | A                            | 27         | 11         | CI              | 1               | 0               | UEL                | 5                  | 0                  | -           | -           | -           | 33     | 11     |
| 2021-2022                    | Milan                        | A                            | 24         | 2          | CI              | 3               | 0               | UCL                | 2                  | 1                  | -           | -           | -           | 29     | 3      |
| 2022-2023                    | Milan                        | A                            | 23         | 3          | CI              | 0               | 0               | UCL                | 7                  | 0                  | SI          | 1           | 0           | 31     | 3      |
| Totale Milan                 | Totale Milan                 | Totale Milan                 | 100        | 27         |                 | 8               | 1               |                    | 14                 | 1                  |             | 1           | 0           | 123    | 29     |
| 2023-2024                    | Beşiktaş                     | SL                           | 15         | 0          | TK              | 2               | 1               | UECL               | 3+3                | 0                  | -           | -           | -           | 23     | 1      |
| 2024-2025                    | Lecce                        | A                            | 25         | 1          | CI              | 1               | 0               | -                  | -                  | -                  | -           | -           | -           | 26     | 1      |
| 2025-2026                    | Hajduk Spalato               | 1. HNL                       | -          | -          | CC              | -               | -               | UECL               | -                  | -                  | -           | -           | -           | -      | -      |
| Totale carriera              | Totale carriera              | Totale carriera              | 300        | 63         |                 | 25              | 12              |                    | 38                 | 2                  |             | 2           | 0           | 365    | 77     |

### Cronologia presenze e reti in nazionale
| Cronologia completa delle presenze e delle reti in nazionale ― Croazia | Cronologia completa delle presenze e delle reti in nazionale ― Croazia | Cronologia completa delle presenze e delle reti in nazionale ― Croazia | Cronologia completa delle presenze e delle reti in nazionale ― Croazia | Cronologia completa delle presenze e delle reti in nazionale ― Croazia | Cronologia completa delle presenze e delle reti in nazionale ― Croazia | Cronologia completa delle presenze e delle reti in nazionale ― Croazia | Cronologia completa delle presenze e delle reti in nazionale ― Croazia |
| Data                                                                   | Città                                                                  | In casa                                                                | Risultato                                                              | Ospiti                                                                 | Competizione                                                           | Reti                                                                   | Note                                                                   |
| ---------------------------------------------------------------------- | ---------------------------------------------------------------------- | ---------------------------------------------------------------------- | ---------------------------------------------------------------------- | ---------------------------------------------------------------------- | ---------------------------------------------------------------------- | ---------------------------------------------------------------------- | ---------------------------------------------------------------------- |
| 14-8-2013                                                              | Vaduz                                                                  | Liechtenstein                                                          | 2 – 3                                                                  | Croazia                                                                | Amichevole                                                             | 1                                                                      | 63’                                                                    |
| 15-11-2013                                                             | Reykjavík                                                              | Islanda                                                                | 0 – 0                                                                  | Croazia                                                                | Qual. Mondiali 2014                                                    | -                                                                      | 72’                                                                    |
| 19-11-2013                                                             | Zagabria                                                               | Croazia                                                                | 2 – 0                                                                  | Islanda                                                                | Qual. Mondiali 2014                                                    | -                                                                      | 75’                                                                    |
| 31-5-2014                                                              | Osijek                                                                 | Croazia                                                                | 2 – 1                                                                  | Mali                                                                   | Amichevole                                                             | -                                                                      | 67’                                                                    |
| 6-6-2014                                                               | Salvador                                                               | Croazia                                                                | 1 – 0                                                                  | Australia                                                              | Amichevole                                                             | -                                                                      | 66’                                                                    |
| 12-6-2014                                                              | San Paolo                                                              | Brasile                                                                | 3 – 1                                                                  | Croazia                                                                | Mondiali 2014 - 1º turno                                               | -                                                                      | 78’                                                                    |
| 19-6-2014                                                              | Manaus                                                                 | Camerun                                                                | 0 – 4                                                                  | Croazia                                                                | Mondiali 2014 - 1º turno                                               | -                                                                      | 78’                                                                    |
| 23-6-2014                                                              | Recife                                                                 | Croazia                                                                | 1 – 3                                                                  | Messico                                                                | Mondiali 2014 - 1º turno                                               | -                                                                      | 70’ 90’                                                                |
| 7-6-2015                                                               | Varaždin                                                               | Croazia                                                                | 4 – 0                                                                  | Gibilterra                                                             | Amichevole                                                             | -                                                                      | 46’                                                                    |
| 12-6-2015                                                              | Spalato                                                                | Croazia                                                                | 1 – 1                                                                  | Italia                                                                 | Qual. Euro 2016                                                        | -                                                                      | 46’ 82’                                                                |
| 9-11-2017                                                              | Zagabria                                                               | Croazia                                                                | 4 – 1                                                                  | Grecia                                                                 | Qual. Mondiali 2018                                                    | -                                                                      | 76’                                                                    |
| 12-11-2017                                                             | Atene                                                                  | Grecia                                                                 | 0 – 0                                                                  | Croazia                                                                | Qual. Mondiali 2018                                                    | -                                                                      | 86’                                                                    |
| 24-3-2018                                                              | Miami Gardens                                                          | Perù                                                                   | 2 – 0                                                                  | Croazia                                                                | Amichevole                                                             | -                                                                      | 77’                                                                    |
| 28-3-2018                                                              | Arlington                                                              | Messico                                                                | 0 – 1                                                                  | Croazia                                                                | Amichevole                                                             | -                                                                      | 71’                                                                    |
| 3-6-2018                                                               | Liverpool                                                              | Brasile                                                                | 2 – 0                                                                  | Croazia                                                                | Amichevole                                                             | -                                                                      | 64’                                                                    |
| 8-6-2018                                                               | Osijek                                                                 | Croazia                                                                | 2 – 1                                                                  | Senegal                                                                | Amichevole                                                             | -                                                                      | 61’                                                                    |
| 16-6-2018                                                              | Kaliningrad                                                            | Croazia                                                                | 2 – 0                                                                  | Nigeria                                                                | Mondiali 2018 - 1º turno                                               | -                                                                      | 79’                                                                    |
| 21-6-2018                                                              | Nižnij Novgorod                                                        | Argentina                                                              | 0 – 3                                                                  | Croazia                                                                | Mondiali 2018 - 1º turno                                               | 1                                                                      | 39’ 57’                                                                |
| 1-7-2018                                                               | Nižnij Novgorod                                                        | Croazia                                                                | 1 – 1 dts (3 – 2 dtr)                                                  | Danimarca                                                              | Mondiali 2018 - Ottavi di finale                                       | -                                                                      |                                                                        |
| 7-7-2018                                                               | Soči                                                                   | Russia                                                                 | 2 – 2 dts (3 – 4 dtr)                                                  | Croazia                                                                | Mondiali 2018 - Quarti di finale                                       | -                                                                      |                                                                        |
| 11-7-2018                                                              | Mosca                                                                  | Croazia                                                                | 2 – 1 dts                                                              | Inghilterra                                                            | Mondiali 2018 - Semifinale                                             | -                                                                      | 96’ 101’                                                               |
| 15-7-2018                                                              | Mosca                                                                  | Francia                                                                | 4 – 2                                                                  | Croazia                                                                | Mondiali 2018 - Finale                                                 | -                                                                      | 71’                                                                    |
| 12-10-2018                                                             | Fiume                                                                  | Croazia                                                                | 0 – 0                                                                  | Inghilterra                                                            | UEFA Nations League 2018-2019 - 1º turno                               | -                                                                      | 80’                                                                    |
| 15-10-2018                                                             | Fiume                                                                  | Croazia                                                                | 2 – 1                                                                  | Giordania                                                              | Amichevole                                                             | -                                                                      | 64’                                                                    |
| 15-11-2018                                                             | Zagabria                                                               | Croazia                                                                | 3 – 2                                                                  | Spagna                                                                 | UEFA Nations League 2018-2019 - 1º turno                               | -                                                                      | 70’ 74’                                                                |
| 18-11-2018                                                             | Londra                                                                 | Inghilterra                                                            | 2 – 1                                                                  | Croazia                                                                | UEFA Nations League 2018-2019 - 1º turno                               | -                                                                      | 46’                                                                    |
| 21-3-2019                                                              | Zagabria                                                               | Croazia                                                                | 2 – 1                                                                  | Azerbaigian                                                            | Qual. Euro 2020                                                        | -                                                                      | 69’                                                                    |
| 24-3-2019                                                              | Budapest                                                               | Ungheria                                                               | 2 – 1                                                                  | Croazia                                                                | Qual. Euro 2020                                                        | 1                                                                      | 67’                                                                    |
| 6-9-2019                                                               | Trnava                                                                 | Slovacchia                                                             | 0 – 4                                                                  | Croazia                                                                | Qual. Euro 2020                                                        | -                                                                      | 70’                                                                    |
| 9-9-2019                                                               | Baku                                                                   | Azerbaigian                                                            | 1 – 1                                                                  | Croazia                                                                | Qual. Euro 2020                                                        | -                                                                      | 86’                                                                    |
| 10-10-2019                                                             | Spalato                                                                | Croazia                                                                | 3 – 0                                                                  | Ungheria                                                               | Qual. Euro 2020                                                        | -                                                                      |                                                                        |
| 13-10-2019                                                             | Cardiff                                                                | Galles                                                                 | 1 – 1                                                                  | Croazia                                                                | Qual. Euro 2020                                                        | -                                                                      | 64’                                                                    |
| 16-11-2019                                                             | Fiume                                                                  | Croazia                                                                | 3 – 1                                                                  | Slovacchia                                                             | Qual. Euro 2020                                                        | -                                                                      | 43’ 54’                                                                |
| 19-11-2019                                                             | Pola                                                                   | Croazia                                                                | 2 – 1                                                                  | Georgia                                                                | Amichevole                                                             | -                                                                      |                                                                        |
| 5-9-2020                                                               | Porto                                                                  | Portogallo                                                             | 4 – 1                                                                  | Croazia                                                                | UEFA Nations League 2020-2021 - 1º turno                               | -                                                                      |                                                                        |
| 8-9-2020                                                               | Saint-Denis                                                            | Francia                                                                | 4 – 2                                                                  | Croazia                                                                | UEFA Nations League 2020-2021 - 1º turno                               | -                                                                      | 46’                                                                    |
| 1-6-2021                                                               | Velika Gorica                                                          | Croazia                                                                | 1 – 1                                                                  | Armenia                                                                | Amichevole                                                             | -                                                                      | 46’ 53’                                                                |
| 6-6-2021                                                               | Bruxelles                                                              | Belgio                                                                 | 1 – 0                                                                  | Croazia                                                                | Amichevole                                                             | -                                                                      | 62’                                                                    |
| 13-6-2021                                                              | Londra                                                                 | Inghilterra                                                            | 1 – 0                                                                  | Croazia                                                                | Euro 2020 - 1º turno                                                   | -                                                                      | 78’                                                                    |
| 18-6-2021                                                              | Glasgow                                                                | Croazia                                                                | 1 – 1                                                                  | Rep. Ceca                                                              | Euro 2020 - 1º turno                                                   | -                                                                      | 46’                                                                    |
| 22-6-2021                                                              | Glasgow                                                                | Croazia                                                                | 3 – 1                                                                  | Scozia                                                                 | Euro 2020 - 1º turno                                                   | -                                                                      | 81’                                                                    |
| 28-6-2021                                                              | Copenaghen                                                             | Croazia                                                                | 3 – 5 dts                                                              | Spagna                                                                 | Euro 2020 - Ottavi di finale                                           | -                                                                      | 67’                                                                    |
| Totale                                                                 |                                                                        | Presenze                                                               | 42                                                                     |                                                                        | Reti                                                                   | 3                                                                      |                                                                        |

| Cronologia completa delle presenze e delle reti in nazionale ― Croazia under 21 | Cronologia completa delle presenze e delle reti in nazionale ― Croazia under 21 | Cronologia completa delle presenze e delle reti in nazionale ― Croazia under 21 | Cronologia completa delle presenze e delle reti in nazionale ― Croazia under 21 | Cronologia completa delle presenze e delle reti in nazionale ― Croazia under 21 | Cronologia completa delle presenze e delle reti in nazionale ― Croazia under 21 | Cronologia completa delle presenze e delle reti in nazionale ― Croazia under 21 | Cronologia completa delle presenze e delle reti in nazionale ― Croazia under 21 |
| Data                                                                            | Città                                                                           | In casa                                                                         | Risultato                                                                       | Ospiti                                                                          | Competizione                                                                    | Reti                                                                            | Note                                                                            |
| ------------------------------------------------------------------------------- | ------------------------------------------------------------------------------- | ------------------------------------------------------------------------------- | ------------------------------------------------------------------------------- | ------------------------------------------------------------------------------- | ------------------------------------------------------------------------------- | ------------------------------------------------------------------------------- | ------------------------------------------------------------------------------- |
| 10-9-2012                                                                       | Alicante                                                                        | Spagna under 21                                                                 | 6 – 0                                                                           | Croazia under 21                                                                | Qual. Europeo Under-21 2013                                                     | -                                                                               | 46’                                                                             |
| 24-3-2013                                                                       | Varaždin                                                                        | Croazia under 21                                                                | 3 – 0                                                                           | Svezia under 21                                                                 | Amichevole                                                                      | 1                                                                               | 70’                                                                             |
| 9-9-2013                                                                        | Leopoli                                                                         | Ucraina under 21                                                                | 0 – 2                                                                           | Croazia under 21                                                                | Qual. Europeo Under-21 2015                                                     | 1                                                                               | 78’                                                                             |
| 14-10-2013                                                                      | Lugano                                                                          | Svizzera under 21                                                               | 0 – 2                                                                           | Croazia under 21                                                                | Qual. Europeo Under-21 2015                                                     | -                                                                               | 46’                                                                             |
| 28-5-2014                                                                       | Zagabria                                                                        | Croazia under 21                                                                | 1 – 1                                                                           | Ucraina under 21                                                                | Qual. Europeo Under-21 2015                                                     | 1                                                                               |                                                                                 |
| 3-9-2014                                                                        | Jelgava                                                                         | Lettonia under 21                                                               | 1 – 3                                                                           | Croazia under 21                                                                | Qual. Europeo Under-21 2015                                                     | 1                                                                               | 85’ 89’                                                                         |
| 10-10-2014                                                                      | Wolverhampton                                                                   | Inghilterra under 21                                                            | 2 – 1                                                                           | Croazia under 21                                                                | Qual. Europeo Under-21 2015                                                     | -                                                                               |                                                                                 |
| 14-10-2014                                                                      | Vinkovci                                                                        | Croazia under 21                                                                | 1 – 2                                                                           | Inghilterra under 21                                                            | Qual. Europeo Under-21 2015                                                     | -                                                                               | 34’                                                                             |
| Totale                                                                          |                                                                                 | Presenze                                                                        | 8                                                                               |                                                                                 | Reti                                                                            | 4                                                                               |                                                                                 |

## Palmarès

### Club
- Coppa di Germania: 1

Eintracht Francoforte: 2017-2018
- Campionato italiano: 1

Milan: 2021-2022
- Coppa di Turchia: 1

Beşiktaş: 2023-2024